# Francesca Ancarola
María Francesca Ancarola Saavedra (18 de marzo de 1968) es una cantante y compositora chilena de música fusión, mezclando la raíz folclórica, letras de sobre a la cuestión social y el jazz. Es por esto que es considerada parte importante de la nueva canción chilena.

## Estudios
En 1986 ingresa a la Facultad de Artes de la Universidad de Chile, específicamente a la carrera de Licenciatura en Música de donde se gradúa con honores en 1991 con una tesina dedicada a la Tonada Chilena. En 1989 participa en el XV Curso Latinoamericano de Música Contemporánea en Mendes-Brasil. Asiste al taller de música electroacústica de Juan Amenabar y luego de Gabriel Brncic. Realiza estudios formales de composición junto a Cirilo Vila en la Universidad de Chile y asiste a talleres de composición con Gustavo Becerra y Sergio Ortega. Participa en la organización del III y IV Encuentro de Música Contemporánea Anacrusa. Desde 1990 asiste a clases de canto bajo la guía consecutiva de Hans Stein, Patricio Mendes, Soledad Díaz y Mary Ann Fones en Chile y más tarde en EE.UU. estudia con Chloe Owen y Hilda Harris en Manhattan School of Music, en donde obtiene grado Magíster en Música, gracias a una beca de la escuela y de la beca Fullbright.

## Influencias
Sus influencias son principalmente Víctor Jara, Violeta Parra, Milton Nascimento, Chabuca Granda, Silvio Rodríguez, Luis Alberto Spinetta, Chico Buarque y Jorge Fandermole

## Eventos
Participó en eventos nacionales e internacionales como:
1. Ha realizado conciertos junto a destacados artistas y proyectos entre los que destacan Carlos Aguirre, Antonio Restucci, Hugo Fattoruso, Léa Freire, Pedro Aznar, Armando Manzanero y el Ensamble Quintessence.
2. En 2010 viaja a Tokio invitada a realizar dos conciertos por la Fundación Japón y posteriormente se edita su disco Lonquén en Argentina, realizando una gira de lanzamiento por cinco ciudades de ese país junto a su grupo.
3. 2009 Gira por los Pirineos franceses en el Festival CulturAmerica de Pau.[7]
4. En 2007 encabezó un concierto de cámara en el Teatro Matucana 100 dedicado a los 90 años del natalicio de Violeta Parra,[8] programa con el que debuta en 2009 en el Teatro Municipal de Santiago.
5. 2006 Gira nacional Lonquén-Tributo a Víctor Jara a lo largo de Chile gracias al Fondo de la Música y las Artes.
6. 2005 Festival de Jazz de Ouro Preto.[9]
7. 2001 Festival de Jazz de Lisboa.[9]

## Premios
- Ganadora de dos premios Altazor en Chile en la categoría música alternativa por sus discos "Pasaje de ida y vuelta" (2000) y "Lonquén-Tributo a Víctor Jara" (2006).[10]
- Recibe una beca de residencia otorgada por el Groupe de Musique Electroacustique de Bourges-Francia, por su obra electroacústica A.
- Recibe una mención honrosa en el Primer Concurso Nacional de Composición de la Universidad de Chile, por su trabajo electroacústico Loop.
- En los años 80 recibe un premio como intérprete en un festival organizado por la revista La Bicicleta y el Café del Cerro, gracias a lo que comienza a cantar y a mostrar sus canciones a temprana edad.[11]

## Discografía
- Que el Canto Tiene Sentido (1999)
- Pasaje de Ida y Vuelta (2000)
- Jardines Humanos (2002)
- Sons of the Same Sun (2003)
- Contigo Aprendí (2004)
- Lonquén - Tributo a Víctor Jara (2006)
- Arrullos (2008)
- Templanza (2012)
- Espejo de los Sueños (2015)
- La Desentonada (2018)
- Al sur del jazz (en vivo, 2021)
- Cartas de amor (2022)
- Canciones de Hugo Moraga (2023)

### Descripción discografía[12]
- Arrullos (2008): "Un disco a dúo junto al pianista argentino Carlos Aguirre que reúne canciones de cuna latinoamericanas. Hermosos como cada uno de los temas y vulnerables o delicados, como cada una de las interpretaciones que ambos músicos son capaces de expresar. Como ocurre con las composiciones del propio Aguirre, de la propia Ancarola o de Hugo Moraga que le da nombre al disco." Jordi Berenguer

- Lonquén - Tributo a Víctor Jara (2006): "Premio ALTAZOR y Fondo de la Música. Puede que alguien haya llegado tarde a sus brazos de y no perciba el cambio de piel que muestra ahora, cuando es ya una mujer hecha e izquierda, y una artista consolidada. Puede que Francesca Ancarola sea antidiva, pero es estrella igual y hoy ha hecho de Lonquén su mejor disco solista." Íñigo Díaz.

- Contigo Aprendí (2004): Álbum por encargo, dedicado al bolero para los Estudios de Radio Horizonte. Participan Carlos Aguirre, Sebastián Almarza y Antonio Restucci entre otros.

- Sons of the Same Sun (2003): Álbum por encargo para el sello de USA Petroglyph Records.

- Jardines Humanos (2002): "Este trabajo composicional y de interpretación convocado por Francesca para la co-inspiración de los compositores e intérpretes Elizabeth Morris, Antonio Restucci y Carlos Aguirre, es un encuentro siempre esperado con la música, el canto y mensajes que a veces creemos dejó de existir."

- Pasaje de Ida y Vuelta (2000): "Premio Fondart y Altazor. Hay notas de jazz en el segundo disco de la cantante y compositora chilena, pero lo más conmovedor se oye a medida que Francesca Ancarola va desenvolviendo timbres naturales, ritmos latinoamericanos, décimas como heredadas de Violeta Parra y la introspección acústica de canciones como Pasaje de vuelta o Vuelvo a ti." David Ponce.

- Que el Canto Tiene Sentido (1999): Disco debut en torno al folklore latinoamericano y que cuenta con la colaboración de destacados músicos nacionales, tales como Antonio Restucci, Juan Antonio Sánchez y Elizabeth Morris.